# 사이더커 바라이
《사이더커 바라이》(중국어 정체자: 賽德克‧巴萊, 영어: Seediq Bale)는 2011년 제작된 웨이더성 감독의 대만 영화이다.
1930년 대만 난터우현 우서에서 일어난 대만 원주민이 일으킨 반일봉건 사건인 우서 사건을 다룬 작품이며, 제작비는 6억 위안으로 역대 대만 영화 제작비 중 최고이다. 대만에서 2부작(총 276분)으로 2011년 9월 9일 1부(사이더커 바라이: 태양기, 중국어 정체자: 賽德克‧巴萊 - 太阳旗), 9월 30일 2부(사이더커 바라이: 무지개 다리, 중국어 정체자: 賽德克‧巴萊 - 彩虹橋)를 개봉하였으며, 해외 수출판은 154분으로 편집하여 단일 영화로 공개하였다. 2011년 제48회 타이완 금마장 영화시상식에서 최우수작품상을 수상했다.
대한민국에는 2011년 제16회 부산국제영화제에서 1, 2부를 합한 총276분판을 '아시아영화의 창' 섹션을 통해 『시디그 발레』라는 제목으로 최초 상영하였다. 2014년 ㈜조이앤컨텐츠그룹에서 상하편을 수입하여 같은 해 2월 20일 상편을 『워리어스 레인보우: 항전의 시작』이라는 제목으로 5개 극장에서 단관 개봉, 7월 7일 하편을 『워리어스 레인보우 2: 최후의 결전』 제목으로 전라북도 전주시의 전주시네마타운에서 자체 상영한 뒤 웹 다운로드, IPTV 등으로 출시하였다.

## 출연

### 주연
- 비비안 수
- 마지상

### 조연
- 린 칭 타이
- 서예범
- 린 유안-지에

## 기타
- 라인프로듀서: 류재춘
- 음향효과: 오서요
- 음향효과: 시앙-추 탕
- 사운드: 두독지
- 시각효과: 이동훈
- -무술지도: 장재욱
- 의상: 아만다 뎅
- 의상: 린 진이
- 의상: 치우 로우-롱
- 의상: 투 메이-링
- 무술감독: 심재원
- 무술감독: 양길영
- 시각효과부문: 박근화
- 예술감독: 타네다 요헤이

## 수상
- 2011년 48회 금마장 작품상, 남우조연상, 음악상, 음향효과상, 관객투표 올해의 영화상 수상.
- 2012년 제 6회 아시아 태평양 스크린 어워드 UNESCO상 수상.

## 대한민국 개봉

### 크레딧
- 제목 : 워리어스 레인보우:항전의 시작
- 시간 : 144분
- 수입 / 배급 / 홍보 : ㈜조이앤컨텐츠그룹(스크린조이 명의)

## 같이 보기
- 대만일치시기
- 우서 사건